# Coppa del mondo di BMX 2013
La Coppa del mondo di BMX 2013, undicesima edizione della competizione, è in programma tra il 19 aprile e il 28 settembre 2013.

## Uomini

### Risultati
| # | Data            | Evento              | Vincitore        | Leader della cl. generale |
| - | --------------- | ------------------- | ---------------- | ------------------------- |
| 1 | 19-20 aprile    | Manchester          | Liam Phillips    | Liam Phillips             |
| 2 | 10-11 maggio    | Santiago del Estero | Connor Fields    | Connor Fields             |
| 3 | 15-16 giugno    | Papendal            | Jelle van Gorkom | Jelle van Gorkom          |
| 4 | 27-28 settembre | Chula Vista         | Sam Willoughby   | Connor Fields             |

### Classifica generale finale
Aggiornata al 29 settembre 2013.
| Pos. | Corridore        | Punti |
| ---- | ---------------- | ----- |
| 1    | Connor Fields    | 790   |
| 2    | Jelle van Gorkom | 708   |
| 3    | Liam Phillips    | 605   |
| 4    | Sylvain Andre    | 590   |
| 5    | Twan van Gendt   | 319   |

## Donne

### Risultati
| # | Data            | Evento              | Vincitore     | Leader della cl. generale |
| - | --------------- | ------------------- | ------------- | ------------------------- |
| 1 | 19-20 aprile    | Manchester          | Shanaze Reade | Shanaze Reade             |
| 2 | 10-11 maggio    | Santiago del Estero | Shanaze Reade | Shanaze Reade             |
| 3 | 15-16 giugno    | Papendal            | Mariana Pajón | Shanaze Reade             |
| 4 | 27-28 settembre | Chula Vista         | Mariana Pajón | Mariana Pajón             |

### Classifica generale finale
Aggiornata al 29 settembre 2013.
| Pos. | Corridore      | Punti |
| ---- | -------------- | ----- |
| 1    | Mariana Pajón  | 775   |
| 2    | Arielle Martin | 688   |
| 3    | Laura Smulders | 635   |
| 4    | Alise Post     | 625   |
| 5    | Amanda Carr    | 567   |